# Walter B. Pitkin
Walter Boughton Pitkin (* 6. Februar 1878 in Ypsilanti, Michigan; † 25. Januar 1953 in Palo Alto, Kalifornien) war ein US-amerikanischer Psychologe, Journalist und Autor, der insbesondere durch sein Buch Life Begins at Forty bekannt wurde.

## Leben
Pitkin studierte nach dem Schulbesuch an der University of Michigan und erwarb dort 1900 einen Bachelor of Arts. Nachdem er zwischen 1900 und 1905 am Theologischen Seminar in Hartford studierte, war er von 1905 bis 1909 Lecturer für Psychologie an der Columbia University. Zugleich war er zwischen 1907 und 1908 Redaktionsmitglied bei der New York Tribune, eine der führenden und einflussreichsten Zeitungen in den Vereinigten Staaten, sowie anschließend von 1909 bis 1910 bei der Zeitung The New York Evening Post.
1912 nahm er den Ruf auf eine Professur für Journalistik an der Columbia University und lehrte an dieser mehr als dreißig Jahre bis zu seiner Emeritierung 1943. Neben dieser Lehrtätigkeit war er von 1927 bis 1930 auch Redakteur des Parents Magazine, einem 1926 gegründeten Monatsmagazin für junge Eltern, sowie zugleich von 1927 bis 1928 Geschäftsführender Redakteur für Amerika der Encyclopædia Britannica. Pitkin war außerdem Gründer des Institute of Life Planning (1932) sowie 1939 von The American Majority und wirkte von 1935 bis 1938 als Chefredakteur des Farm Journal, ehe er diese Funktion an Wheeler McMillen übergab.

## Veröffentlichungen
Neben seiner journalistischen Aktivitäten und seiner Lehrtätigkeit war er auch Verfasser zahlreicher populärwissenschaftlicher Bücher, die sich insbesondere mit dem Älterwerden und der Lebenssituation ab dem vierzigsten Lebensjahr befassten und teilweise auch frühzeitig in deutscher Übersetzung erschienen. Zu seinen bekanntesten Büchern zählen:
- The Art of Rapid Reading (1929)
- Life Begins at Forty (1932, dt. Titel Das Leben beginnt mit Vierzig, 1936)
- Capitalism Carries On (1935)
- Take it Easy: The Art of Relaxation (1935, dt. Titel Mach Dir das Leben leicht, 1936)
- Careers for Youth (1936)
- Careers After Forty (1937)
- More power to you (1938, dt. Titel Mehr Kraft für dich, 1938)
- Making Good Before Forty (1939)
- Seeing Our Country (1939)
- The Best Years (1946, dt. Titel Die besten Jahre : Erst im Alter wird man Mensch, 1953)
- Road to a Richer Life (1949)

Darüber hinaus erschienen seine Memoiren 1944 unter dem Titel On My Own.